# Championnats de Tunisie d'athlétisme 1956
Navigation
1957
Les championnats de Tunisie d'athlétisme 1956 sont une compétition tunisienne d'athlétisme se disputant en 1956.

## Palmarès
| Discipline             | Hommes                                        | Hommes        | Femmes                 | Femmes       |
| ---------------------- | --------------------------------------------- | ------------- | ---------------------- | ------------ |
| 60 m                   |                                               |               | Touret[Qui ?]          | 9 s          |
| 100 m                  | Bonnefoy[Qui ?]                               | 11 s 7        | Gabrielle Manière      | 15 s 5       |
| 200 m                  | Bonnefoy[Qui ?]                               | 23 s 6        | Touret[Qui ?]          | 29 s 9       |
| 400 m                  | Bonnefoy[Qui ?]                               | 52 s          |                        |              |
| 800 m                  | Mâamer Ouergli                                | 2 min 2 s 6   | Richaud[Qui ?]         | 2 min 51 s 5 |
| 1 500 m                | Mâamer Ouergli                                | 4 min 9 s 5   |                        |              |
| 5 000 m                | Amor Mannaï                                   | 16 min 15 s 8 | -                      | -            |
| 10 000 m               | Khatoui Cherni                                | 33 min 18 s   | -                      | -            |
| 110 m haies            | Mongi Soussi Zarrouki                         | 17 s          |                        |              |
| 400 m haies            | Mongi Soussi Zarrouki                         | 60 s 3        |                        |              |
| 3 000 m steeple        | Hassen Amri                                   | 9 min 52 s 8  |                        |              |
| Relais 4 × 100 mètres  | Association sportive française                | 46 s 6        | Joyeuse union          | 56 s 8       |
| Relais 4 × 400 mètres  | Club sports et loisirs Le Matériel de Bizerte | 3 min 36 s    |                        |              |
| Saut en longueur       | Denis Sabourin                                | 6,64 m        |                        |              |
| Triple saut            | Brahim Karabi                                 | 12,92 m       |                        |              |
| Saut en hauteur        | Denis Sabourin                                | 1,80 m        |                        |              |
| Saut à la perche       | Pierre Alberti                                | 3,40 m        |                        |              |
| Lancer du poids        | Denis Sabourin                                | 15,64 m       | Madeleine Notarbartolo | 10 m         |
| Lancer du disque       | Denis Sabourin                                | 41,74 m       | Madeleine Notarbartolo | 29,04 m      |
| Lancer du marteau      | Georges Boil                                  | 46,27 m       | -                      | -            |
| Lancer du javelot      | Paul Castel                                   | 57,37 m       |                        |              |
| 20 km marche sur piste | Othman Cherif                                 | -             |                        |              |
| Décathlon              |                                               |               |                        |              |
| Heptathlon             |                                               |               |                        |              |
| Marathon               |                                               |               |                        |              |